# شنبو في المصيدة (فلم)
شنبو في المصيدة هو فيلم مصري عرض عام 1968، بطولة فؤاد المهندس وشويكار، ومن إخراج حسام الدين مصطفى.

## قصة الفيلم
شنبو موظف حسابات في مخبز، يعرض على صحافية شابة إنتاجه القصصي لنشره بالمجلة التي تعمل بها، ومن خلال علاقة العمل بين شنبو والفتاة، تقع قصة حب بينهما تتداخل مع أحداث مؤامرة اغتيال العمة الثرية البخيلة والتي يدبرها ابن أخيها للإيقاع بشنبو وليحصل على الثروة وحب الصحافية ويحاول شنبو أن يثبت براءته من التهمة.

## طاقم التمثيل
- فؤاد المهندس: (شنبو مصطفى شنبو)
- شويكار: (درية سالم)
- يوسف وهبي: (البروفيسور درويش - عم درية)
- توفيق الدقن: (علي كابوني)
- سمير صبري: (ممس)
- زوزو شكيب: (والدة درية)
- محمد صبيح: (سيد ديلينجر / الكوماندا)
- زكريا موافي: (إبراهيم موسوليني)
- حسين إسماعيل: (صاحب فرن الأمانة)
- فايق بهجت: (الخادم عزام / سليمان)
- محمد سلماوي: (دودي)
- روحية خالد: (فهيمة أخت درويش)
- منصور الجوهري: (الحانوتي)
- أحمد مرسي
- رضوان حافظ: (عبده الإسترلينى - أحد أفراد العصابة)
- إبراهيم حسنين: (عنتر - عامل بالفرن)
- نصر سيف: (برق)
- علي المعاون: (زوربا القناوي - أحد أفراد العصابة)
- سالي جلال: (كابتن زنوبيا - من أفراد العصابة)
- عصام مصطفى: (على جنزير الشفاط - أحد أفراد العصابة)
- كمال سرحان: (هولاكو - أحد أفراد العصابة)
- نوال فهمي
- حسين قنديل: (ضابط مباحث)
- سيد عبد الله: (رئيس التحرير)
- حسام الدين مصطفى: (مدير التحرير)
- فهمي أمان: (أحمد الأرندلي)

## فريق العمل
- إخراج: حسام الدين مصطفى
- قصة وحوار: أحمد رجب
- سيناريو: صبري عزت
- مدير التصوير: كليليو
- مونتاج: فكري رستم
- إنتاج: هيمن فيلم (محمود هيمن)
- توزيع: هيمن فيلم (محمود هيمن)